# Coupe de l'EHF féminine 2002-2003
Navigation
Coupe de l'EHF 2001-2002 Coupe de l'EHF 2003-2004
La Coupe de l'EHF 2002-2003 est la vingt-deuxième édition de la Coupe de l'EHF féminine (C3), compétition de handball créée en 1981 et organisée par l'EHF.
La compétition est remportée par le club danois du Slagelse FH qui montre ses grandes ambitions puisque cette première coupe d'Europe sera suivie de trois titres en Ligue des champions en l'espace de quatre ans (2004, 2005 et 2007).

## Résultats

### Quarts de finale
| Date Aller   | Club               | Aller   | Total   | Retour  | Club                   | Date Retour  |
| ------------ | ------------------ | ------- | ------- | ------- | ---------------------- | ------------ |
| 15 mars 2003 | CS Oltchim Vâlcea  | 27 – 31 | 50 – 62 | 23 – 31 | Slagelse FH            | 22 mars 2003 |
| 15 mars 2003 | HC Motor Zaporijia | 28 – 14 | 52 – 31 | 24 – 17 | Rocasa Gran Canaria    | 23 mars 2003 |
| 15 mars 2003 | Cornexi Alco       | 34 – 24 | 59 – 51 | 25 – 27 | Cercle Dijon Bourgogne | 23 mars 2003 |
| 16 mars 2003 | Volgograd AKVA     | 25 – 22 | 43 – 45 | 18 – 23 | Dunaferr NK            | 23 mars 2003 |

### Demi-finales
| Date Aller    | Club        | Aller   | Total   | Retour  | Club               | Date Retour   |
| ------------- | ----------- | ------- | ------- | ------- | ------------------ | ------------- |
| 10 avril 2003 | Dunaferr NK | 33 – 28 | 55 – 51 | 22 – 23 | Cornexi Alcoa      | 17 avril 2003 |
| 8 avril 2003  | Slagelse FH | 35 – 14 | 58 – 42 | 23 – 28 | HC Motor Zaporijia | 15 avril 2003 |

### Finale
| Date Aller  | Club        | Aller   | Total   | Retour  | Club        | Date Retour |
| ----------- | ----------- | ------- | ------- | ------- | ----------- | ----------- |
| 10 mai 2003 | Dunaferr NK | 27 – 22 | 47 – 49 | 20 – 27 | Slagelse FH | 17 mai 2003 |

## Les championnes d'Europe
| Championne Coupe de l'EHF 2002-2003 Slagelse FH 1er titre |